# Người nhập cư kỹ thuật số
Người nhập cư kỹ thuật số (Digital Immigrant) là một khái niệm được đưa ra bởi Marc Prensky để tạo sự khác biệt với người bản địa kỹ thuật số. Prensky đề cập đến những người được sinh ra trước kỷ nguyên kỹ thuật số mới này, bắt đầu vào khoảng trước những năm 1980, với tư cách là Người nhập cư kỹ thuật số.  Theo ông, những người nhập cư kỹ thuật số có thể học cách sử dụng các công nghệ mới nhưng vẫn sẽ theo một cách nào đó ở trong quá khứ và họ không thể hiểu đầy đủ về người bản địa kỹ thuật số.  Prensky ví điều này với sự khác biệt giữa việc học một ngôn ngữ mới và là một người bản ngữ.  Theo ông, đặc điểm của người nhập cư kỹ thuật số bao gồm: không truy cập Internet trước để biết thông tin, in ra những thứ trái ngược với làm việc trên màn hình và đọc hướng dẫn sử dụng thay vì làm việc trực tuyến. 

## Định nghĩa
Người nhập cư kỹ thuật số (Digital Immigrant) là những người sinh ra không phải trong thời đại công nghệ số tuy nhiên họ lại tiếp xúc với công nghệ số khi đã trưởng thành và sống trong một môi trường công nghệ số phát triển.
Theo Prensky, những người nhập cư kỹ thuật số tương tự như những người nhập cư, họ sẽ phải tiếp xúc và học hỏi ở một môi trường mới. Trong số họ sẽ có những người có thể thích nghi với môi trường mới tốt hơn phần còn lại, đây là những người có khả năng thích ứng và học hỏi nhanh nhạy. Tuy nhiên, mặc dù vậy, họ vẫn sẽ giữ lại những đặc điểm của mình ở trong quá khứ ở một mức độ nào đó và họ không thể hiểu hoàn toàn về kỹ thuật số.